# Priče iz davnine
Priče iz davnine su glasovita zbirka od osam pripovijetki-bajki Ivane Brlić-Mažuranić, u kojima je autorica ostvarila svoj književni vrhunac. Nastala je iz dvaju poticaja: prvi je Ivanino proučavanje i zanimanje za slavensku mitologiju i folklor, a drugi kršćanska filozofija. Zbirka je objavljena 1916. godine u izdanju Matice hrvatske, a drugo izdanje doživljava 1920. godine. Već od 1922. godine Priče iz davnine dostupne su u New Yorku, u engleskom prijevodu F. S. Copeland (Croatian Tales of Long Ago), a od 1924. godine i u Londonu, iz pera iste prevoditeljice. Uslijedili su prijevodi na švedski (1928.), češki (1928.), danski (1929.), ruski (1930.), njemački (1931.), slovački (1931.), slovenski (1950.), talijanski (1957.) i mnoge druge jezike.  
Prvo hrvatsko izdanje iz 1916. godine ilustrirao je Petar Orlić. Drugo izdanje iz 1920. godine bilo je bez ilustracija. Vladimir Kirin, najznačajniji hrvatski grafičar toga doba, ilustrirao je englesko izdanje iz 1924. godine, te treće izdanje iz 1926. godine. Neka od kasnijih izdanja ilustrirala je hrvatska ilustratorica Cvijeta Job. Slika za bajku Šuma Striborova koja prikazuje domaće (likovi iz bajke) našla se na poštanskoj marki Republike Hrvatske iz 1997. godine.

## Radnja i priče
Radnju pokreću likovi iz pretkršćanske, slavenske mitologije, koje je Brlić-Mažuranić, stilizirala davši im određene osobine. Posluživši se oblikom bajke i fantastičnim elementima, stvorila je autonomni svijet davnine u kojem se mitski svijet spaja sa secesijski stiliziranom slikom vremena, prostora, likova i događaja. Prvo izdanje imalo je šest priča (Kako je Potjeh tražio istinu, Ribar Palunko i njegova žena, Regoč, Šuma Striborova, Bratac Jaglenac i sestrica Rutvica, te Sunce djever i Neva Nevičica), a u trećem izdanju dodane su još dvije (Lutonjica Toporko i devet župančića i Jagor).
- Šuma Striborova
- Regoč
- Ribar Palunko i njegova žena
- Sunce djever i Neva Nevičica
- Lutonjica Toporko i devet župančića
- Kako je Potjeh tražio istinu
- Bratac Jaglenac i sestrica Rutvica
- Jagor

## Vanjske poveznice
|  | Wikizvor ima izvorni tekst Priče iz davnine |